# Dun-sur-Meuse
Dun-sur-Meuse és un municipi francès situat al departament del Mosa i a la regió del Gran Est. L'any 2007 tenia 752 habitants.

## Demografia

### Població
El 2007 la població de fet de Dun-sur-Meuse era de 752 persones. Hi havia 298 famílies, de les quals 112 eren unipersonals (48 homes vivint sols i 64 dones vivint soles), 93 parelles sense fills, 77 parelles amb fills i 16 famílies monoparentals amb fills.
La població ha evolucionat segons el següent gràfic:
Habitants censats

### Habitatges
El 2007 hi havia 409 habitatges, 302 eren l'habitatge principal de la família, 72 eren segones residències i 34 estaven desocupats. 304 eren cases i 79 eren apartaments. Dels 302 habitatges principals, 168 estaven ocupats pels seus propietaris, 118 estaven llogats i ocupats pels llogaters i 16 estaven cedits a títol gratuït; 6 tenien una cambra, 18 en tenien dues, 59 en tenien tres, 75 en tenien quatre i 144 en tenien cinc o més. 195 habitatges disposaven pel capbaix d'una plaça de pàrquing. A 151 habitatges hi havia un automòbil i a 77 n'hi havia dos o més.

### Piràmide de població
La piràmide de població per edats i sexe el 2009 era:
| Homes | Edats   | Dones |
| ----- | ------- | ----- |
| 0     | 95 o +  | 4     |
| 0     | 90 a 94 | 16    |
| 0     | 85 a 89 | 40    |
| 12    | 80 a 84 | 8     |
| 24    | 75 a 79 | 28    |
| 24    | 70 a 74 | 28    |
| 28    | 65 a 69 | 24    |
| 28    | 60 a 64 | 24    |
| 12    | 55 a 59 | 16    |
| 20    | 50 a 54 | 24    |
| 24    | 45 a 49 | 20    |
| 20    | 40 a 44 | 24    |
| 12    | 35 a 39 | 24    |
| 28    | 30 a 34 | 24    |
| 20    | 25 a 29 | 16    |
| 16    | 20 a 24 | 16    |
| 32    | 15 a 19 | 12    |
| 36    | 10 a 14 | 16    |
| 8     | 5 a 9   | 24    |
| 24    | 0 a 4   | 4     |

## Economia
El 2007 la població en edat de treballar era de 402 persones, 252 eren actives i 150 eren inactives. De les 252 persones actives 213 estaven ocupades (123 homes i 90 dones) i 39 estaven aturades (14 homes i 25 dones). De les 150 persones inactives 45 estaven jubilades, 33 estaven estudiant i 72 estaven classificades com a «altres inactius».

### Ingressos
El 2009 a Dun-sur-Meuse hi havia 282 unitats fiscals que integraven 645 persones, la mediana anual d'ingressos fiscals per persona era de 13.686 €.

### Activitats econòmiques
Dels 55 establiments que hi havia el 2007, 2 eren d'empreses extractives, 2 d'empreses alimentàries, 1 d'una empresa de fabricació d'altres productes industrials, 5 d'empreses de construcció, 12 d'empreses de comerç i reparació d'automòbils, 3 d'empreses de transport, 6 d'empreses d'hostatgeria i restauració, 4 d'empreses financeres, 2 d'empreses immobiliàries, 4 d'empreses de serveis, 10 d'entitats de l'administració pública i 4 d'empreses classificades com a «altres activitats de serveis».
Dels 19 establiments de servei als particulars que hi havia el 2009, 1 era una gendarmeria, 1 oficina de correu, 2 oficines bancàries, 1 taller de reparació d'automòbils i de material agrícola, 1 autoescola, 1 paleta, 2 lampisteries, 2 electricistes, 3 perruqueries, 3 restaurants i 2 agències immobiliàries.
Dels 6 establiments comercials que hi havia el 2009, 2 eren fleques, 1 una fleca, 1 una peixateria, 1 una botiga de mobles i 1 una joieria.
L'any 2000 a Dun-sur-Meuse hi havia 5 explotacions agrícoles.

## Equipaments sanitaris i escolars
El 2009 hi havia 1 farmàcia i 1 ambulància.
El 2009 hi havia una escola elemental. Dun-sur-Meuse disposava d'un col·legi d'educació secundària amb 180 alumnes.

## Poblacions més properes
El següent diagrama mostra les poblacions més properes.